# Régiment de Berry cavalerie
Pour les articles homonymes, voir régiment de Roussillon et régiment de Berry.
Le régiment de Berry cavalerie est un régiment de cavalerie du royaume de France, créé en 1673, devenue sous la République française et le Premier Empire, le 26e régiment de dragons.

## Création et différentes dénominations
- 1674 : création du régiment de Roussillon cavalerie
- 1675 : renommé régiment de Saint-Louis cavalerie
- 1689 : renommé régiment de Berry cavalerie
- 1er décembre 1761 : renforcé par incorporation du régiment de Lusignan cavalerie[1]
- 1er janvier 1791 : renommé 18e régiment de cavalerie
- 1792 : renommé 17e régiment de cavalerie
- 24 septembre 1803 : transformé en dragons, le 26e régiment de dragons
- mai 1814 : licencié

## Équipement

### Étendards
6 étendards de « ſoye bleue, Soleil d’or au milieu, les armes de Berry, & fleurs de lys aux coins, brodées & frangées d’or ».

Étendards du régiment de Berry
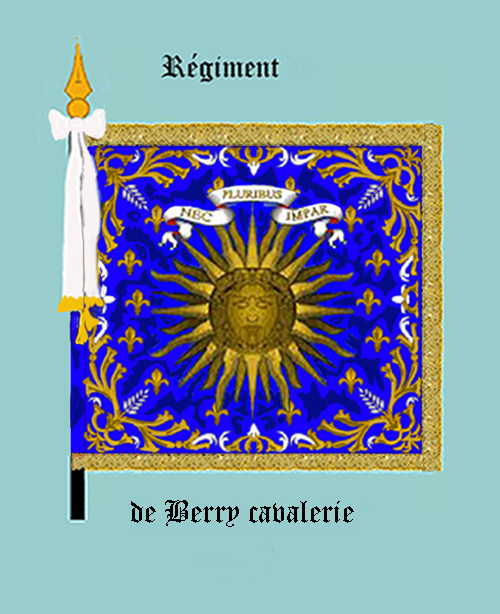
avers
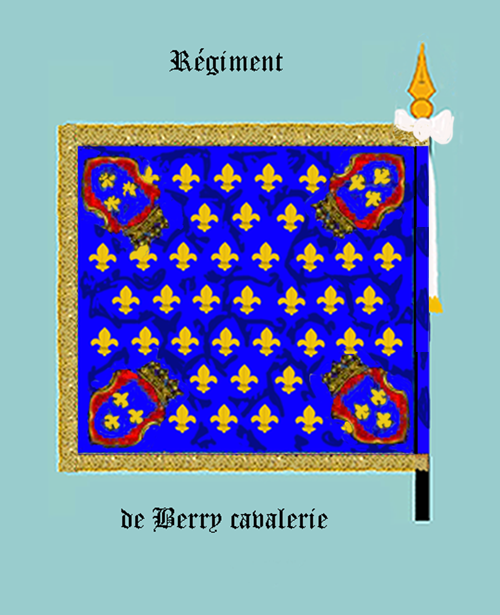
revers
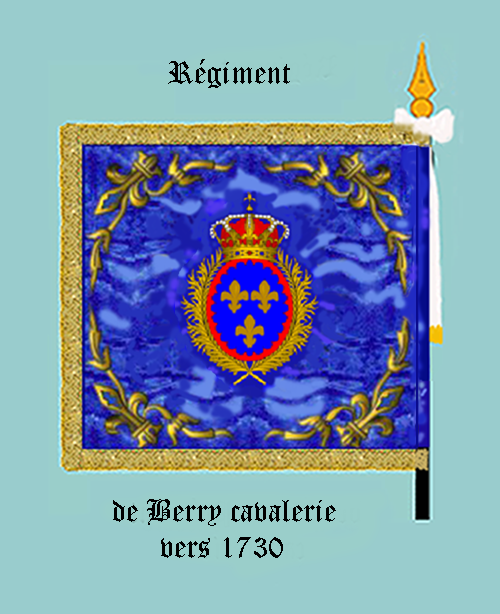
revers (vers 1730)

### Habillement

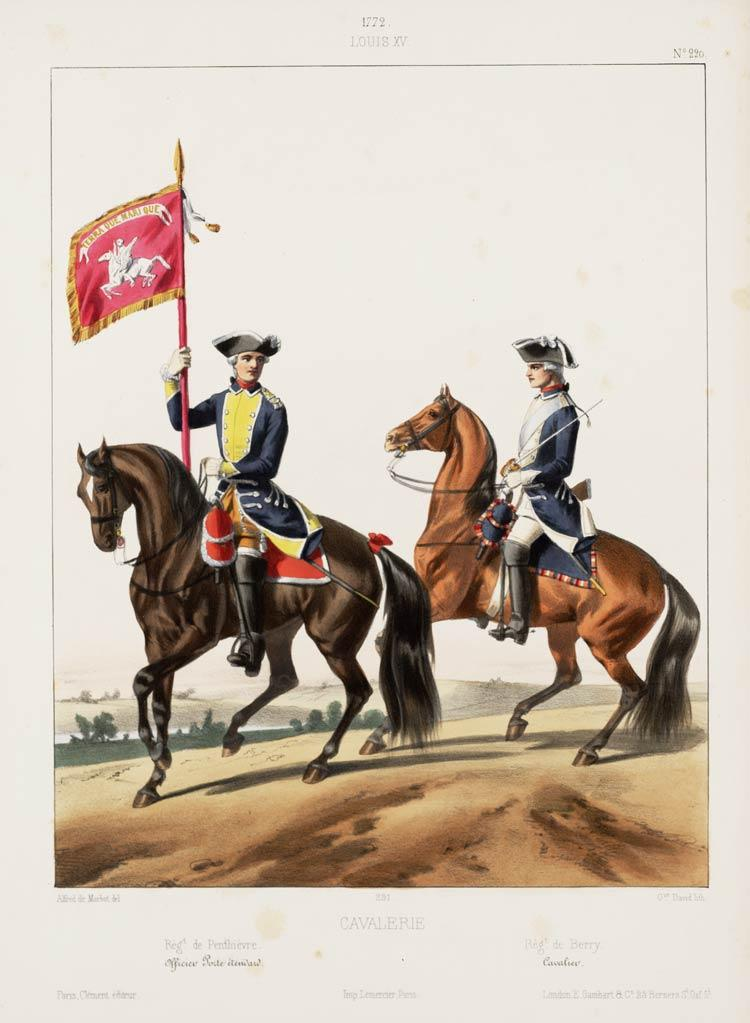
Cavalier du régiment de Berry cavalerie en 1772 (à droite).

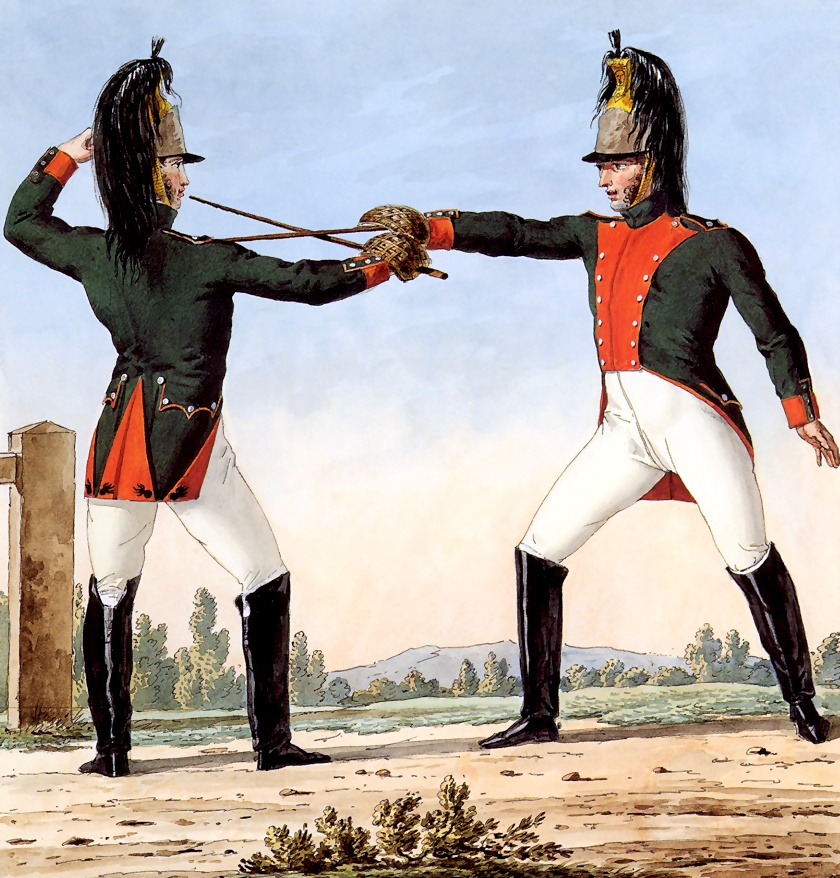
Dragons du de dragons de la Grande Armée, illustration de Vernet de la série La grande armée de 1812.

Uniformes
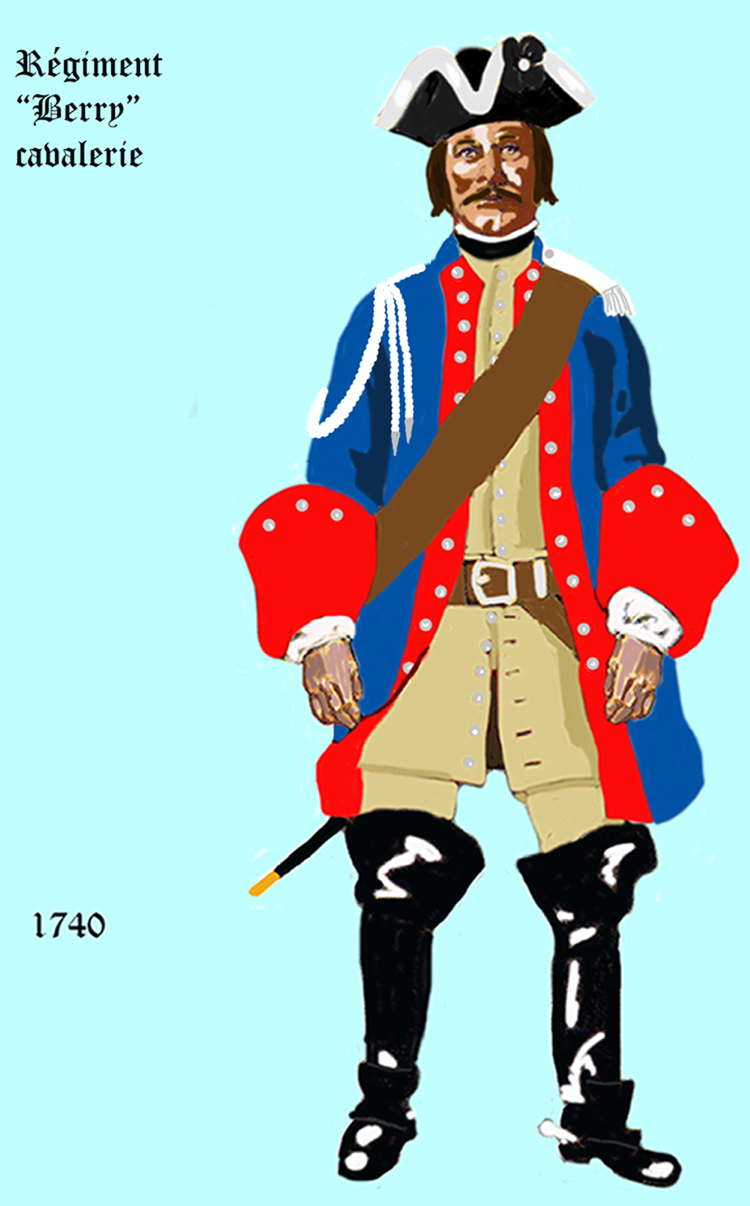
régiment de Berry cavalerie de 1740 à 1757
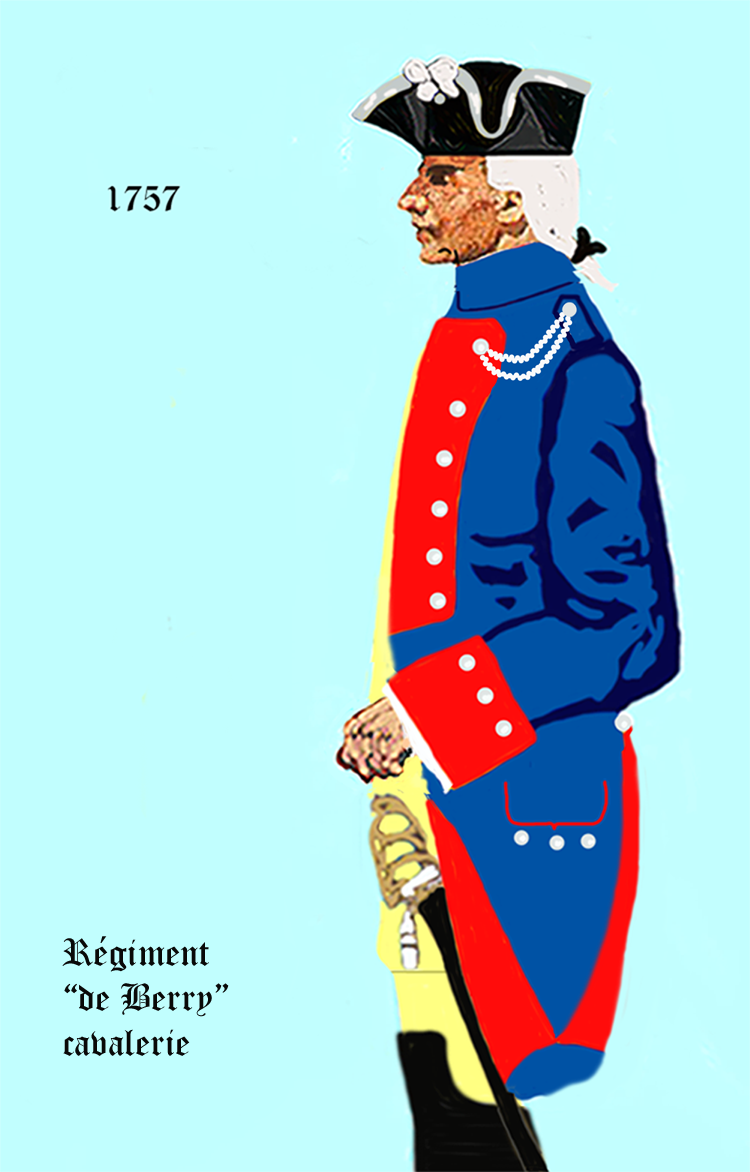
régiment de Berry cavalerie de 1757 à 1762
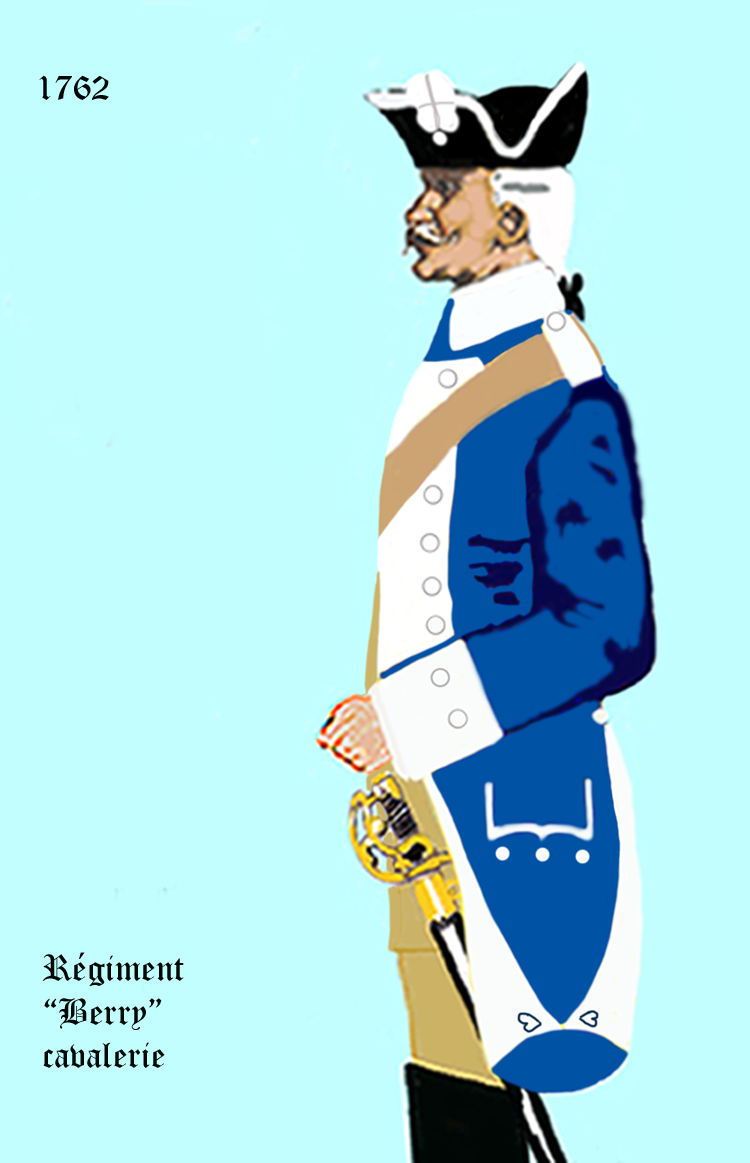
régiment de Berry cavalerie de 1762 à 1767
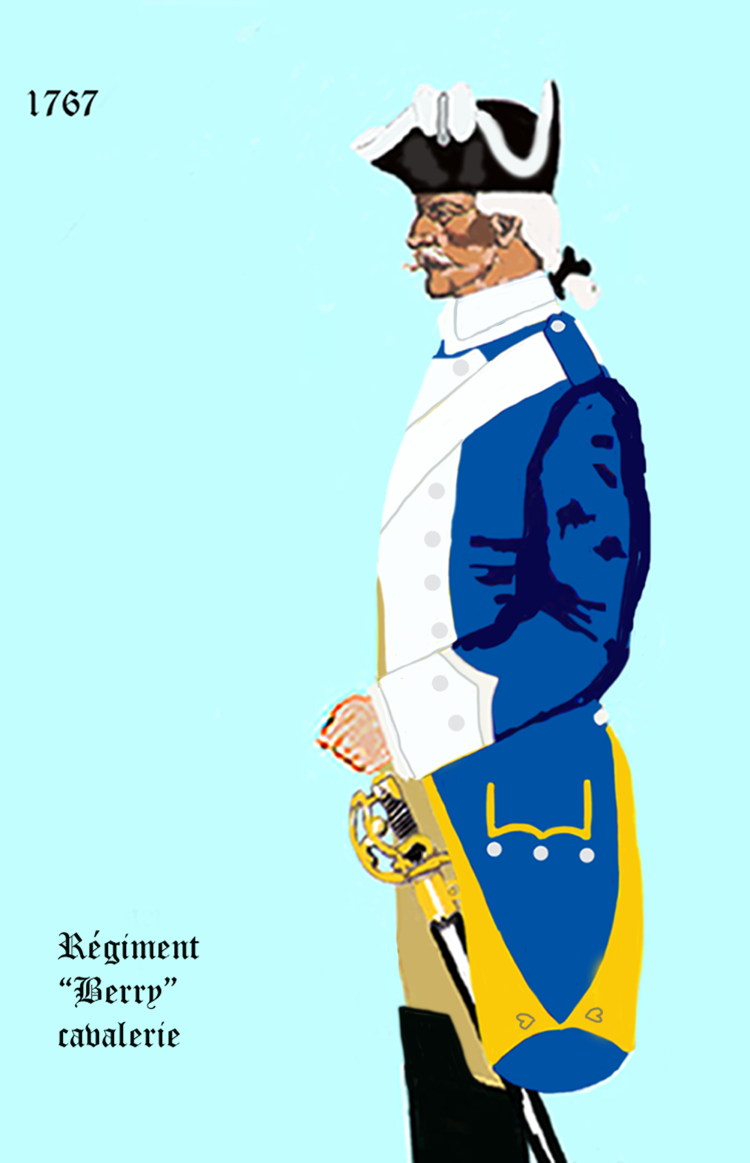
régiment de Berry cavalerie de 1767 à 1776

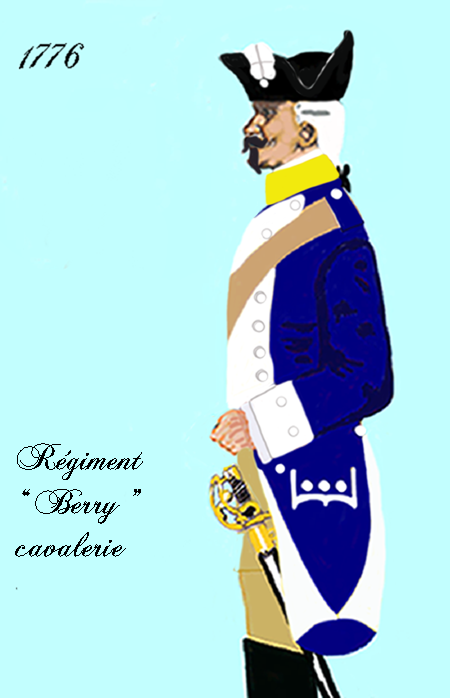
régiment de Berry cavalerie de 1776 à 1779
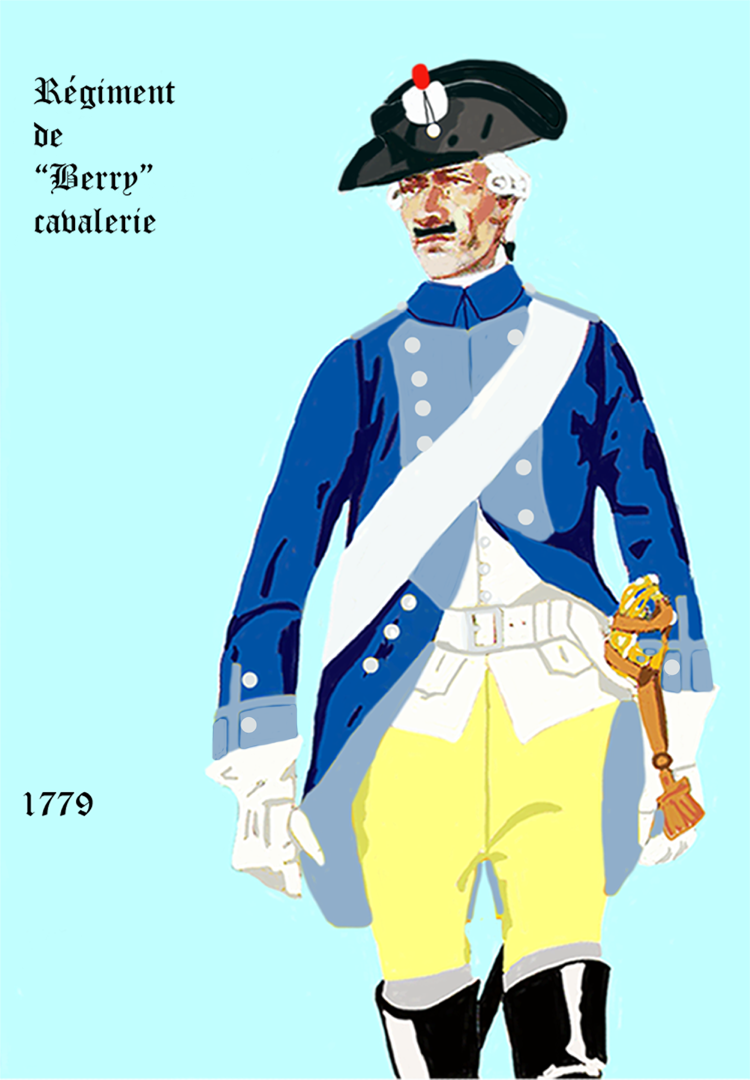
régiment de Berry cavalerie de 1779 à 1786
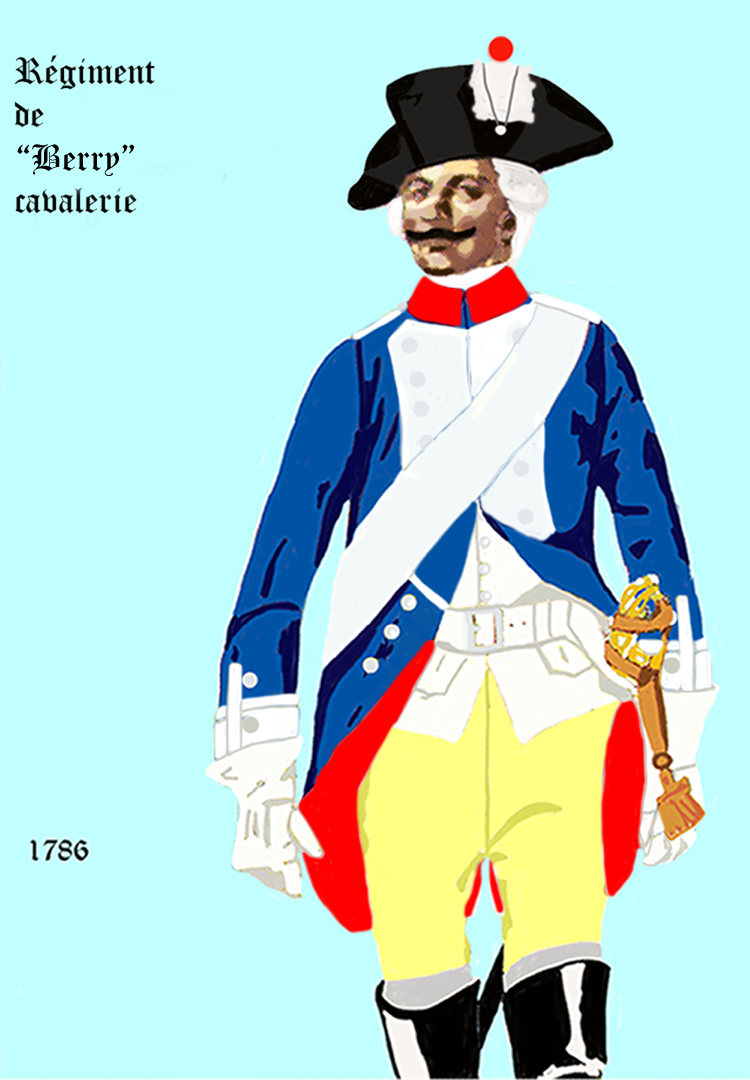
régiment de Berry cavalerie de 1786 à 1791
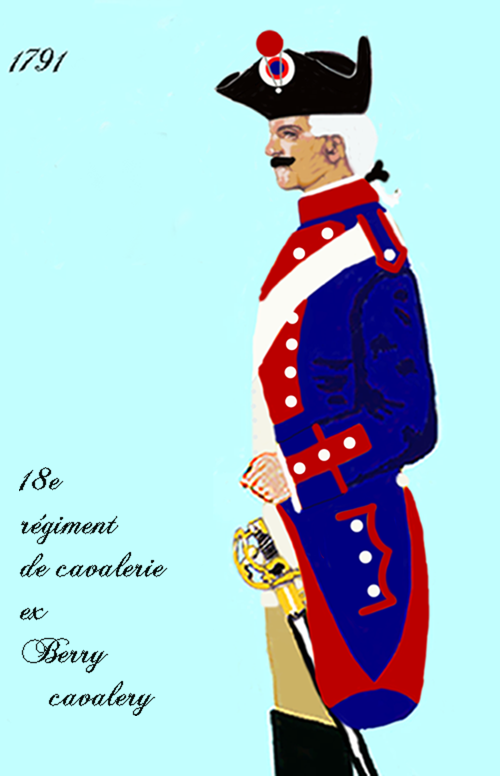
18e régiment de cavalerie de 1791 à 1792, puis 17e régiment de cavalerie

## Historique

### Mestres de camp et colonels
- 1673 : N., comte de Roussillon
- 10 décembre 1673 : Joseph d’Ardenne d’Arragon, comte d’Illes
- 1er février 1675 : Louis de Saint-Louis
- 1685 : N. Colbert, marquis de Villacerf, † 5 janvier 1693[note 1]
- 25 février 1693 : François, marquis d’Yolet, maréchal de camp le 21 juillet 1718
- 14 mai 1702 : Louis François de Rouvroy Saint-Simon, marquis de Sandricourt
- 15 mars 1718 : Victor Pierre François Ricquet, marquis de Caraman
- 16 avril 1738 : Jean-Just Ferdinand Joseph de Croÿ, prince de Croÿ d’Havré, brigadier de cavalerie le 20 février 1742, † juillet 1790
- 27 février 1742 : Michel Charles Dorothée de Roncherolles, marquis de Pont Saint-Pierre, brigadier le 1er janvier 1740, déclaré maréchal de camp en novembre 1744 par brevet du 2 mai, lieutenant général le 10 mai 1748
- 13 juillet 1742 : N. Legendre de Collandre
- 28 janvier 1743 : Marc René de Voyer d’Argenson, marquis de Voyer, déclaré brigadier le 1er juin 1745 par brevet expédié le 1er mai, déclaré maréchal de camp en décembre 1748 par brevet expédié le 10 mai, lieutenant général le 5 novembre 1758, † 18 septembre 1782
- 1er février 1749 : Joseph Alphonse Omer, comte de Valbelle, brigadier le 20 février 1761, déclaré maréchal de camp en décembre 1762 par brevet expédié le 25 juillet, † 18 novembre 1778
- 1er décembre 1762 : Henri Charles Joseph, marquis de Lambert
- 13 avril 1780 : Louis François, comte de Rieux
- 10 mars 1788 : Marie Joseph, comte de Gain de Montagnac
- 25 juillet 1791 : Étienne Jean Lecandre
- 25 janvier 1792 : Joseph François Régis Camille Serre de Gras
- 30 mars 1793 : Pierre de Prisye
- 12 novembre 1793 : Antoine Joseph Augier de Belcourt
- 21 janvier 1800 : Pierre Delorme
- 16 février 1807 : Vital Joachim Chamorin, général de brigade le 5 mars 1811, † 25 mars 1811
- 19 avril 1811 : N. de Montélégier
- 19 septembre 1813 : Louis Pierre Besnard

### Campagnes et batailles
Régiment de Berry cavalerie
La guerre des faucheurs, le régiment est quatre années en Catalogne avant d'arriver en 1652 en Guyenne. Au siège de Luxembourg (1684) pendant la guerre des Réunions.
Actif pendant la guerre de la Ligue d’Augsbourg, il est à Manheim, au siège de Philippsburg (1688), Frankental, au siège de Mayence (1689), passe aux Pays-Bas en 1789 et se retrouve à la bataille de Steinkerque et à la bataille de Neerwinden (1693) puis au siège de Charleroi (1693).
En 1689,  siège de Namur, de Charleroi, d'Athet bataille de Steinkerque et Neerwinden.
En 1698, en camp à Compiègne.
En 1701, dans l'armée de Flandre, combat à Nimègues en 1702, puis prend ses quartiers d'hiver à Bonn.
De 1703 à 1714, le régiment de Berry cavalerie passe au service de l’Espagne avec la permission du Roi. Prise de Salvaterra, Segura, Poha-Grazia, Ucepedo, Cebreros, Idanhanova, Mousanto, Caltel-Branco et autres places à la frontières hispano-portugaise (1704). Siège de Gibraltar, Guadina et secours de Badajos (1705). Badajos, Carthagène (1706). Almansa, Lérida (1707). Tortose (1708). Roussillon et Languedoc (1710). Girone (1711) avant de poursuivre les Anglais dans le Roussillon et dans le Languedoc en 1710.Il passe en Catalogne jusqu'en 1714.
En 1714, en camp dans le « camp de la Saône ».
En 1727 et 1730, camp de la Sambre.
Avec le règne de Louis XV vint la guerre de Succession de Pologne et se trouve en 1733 à la réduction des places de Lorraine puis à la campagne d'Italie à Colorno, Parme et à la bataille de Guastalla.
En 1734, campagne en Italie. Colono, Parme et Guastalla.
En 1735, quartier à Clermont-Ferrand.
En 1742, avec la guerre de Succession d'Autriche il est de l'armée du Bas-Rhin puis l'année suivante en Bavière (Schmidmülh, Braunau, Egra). Passe à l'armée de Flandre en 1744 aux sièges de Mini, Ypres et Furnes puis se bat en Alsace à Fribourg. Il s'illustre à la bataille de Fontenoy, à Ostende, à Nieuport et à la bataille de Rocourt (1746). Il continue au siège de Maastricht (1748).

Avec la guerre de Sept Ans, il est au Hanovre sous les ordres des maréchaux de Richelieu et d'Estrée, Haastembeck, Closterseven et occupation de Minden. Mais à la suite de la bataille de Krefeld il part pour deux années à Dôle. De retour en 1760, sous les ordres du prince de Condé, il est à Friedberg.

### Quartiers
- Langres[2]